# Cornell (släkt)
Cornell är namnet på en svensk släkt som härstammar från Christoffer Horn. Han bodde i mitten av 1600-talet i Fors, Brattfors socken, Värmland. Hans sonsons son Johannes Horn latiniserade namnet och blev Johannes Cornell (1751–1790), pastorsadjunkt i Steneby församling, Karlstads stift.

## Medlemmar av släkten i urval
Johannes Cornell (1751–1790), präst
- Carl Fredrik Cornell (1791–1858), bruksförvaltare
  - Johan Fredrik Cornell (1837–1912), ingenjör och politiker
    - Henrik Cornell (1890–1981), konsthistoriker, gift med Ingegerd Henschen, konsthistoriker
      - Jan Cornell (1914–1979), förlagsdirektör
        - Jonas Cornell (1938–2022), regissör, gift med Anita Berger och sedan med Agneta Ekmanner, skådespelare
        - Peter Cornell (1942–2025), konstkritiker och författare, gift med Ulla Wiggen, konstnär

      - Elias Cornell (1916–2008), arkitekturhistoriker
        - Lasse Cornell (1947–1987), ekonomisk historiker
        - Per Cornell (född 1962), arkeolog

      - Erik Cornell (1930–2024), diplomat
        - Svante Cornell (född 1975), historiker